# Austrodomus
Austrodomus là một chi nhện trong họ Gnaphosidae.